# جهاز هوفمان لتحليل الماء

جهاز هوفمان لتحليل الماء

جهاز هوفمان لتحليل الماء هو جهاز لإجراء عملية التحليل الكهربائي للماء اخترعه العالم آوغست فيلهلم فون هوفمان سنة 1866.

## وصف الجهاز
يتألف الجهاز من ثلاث أسطوانات قائمة ومتصلة ببعضها البعض، والتي غالباً ما تكون مصنوعة من الزجاج. تكون الأسطوانة الوسطى مفتوحة من الأعلى لإضافة المزيد من الماء أو أي مركب أيوني من أجل زيادة الموصلية الكهربائية.
يستخدم قطبان من البلاتين في قاعدة الأسطوانتين الطرفيتين واللذان يوصلان بمصدر كهربائي. عند مرور التيار تحدث عملية تحليل كهربائي بحيث يتشكل غاز الأكسجين على المصعد، وغاز الهيدروجين على المهبط.

## التفاعلات
التفاعل على المهبط: {\displaystyle \mathrm {4\ H_{3}O^{+}+4\ e^{-}\longrightarrow 2\ H_{2}+4\ H_{2}O} }
التفاعل على المصعد: {\displaystyle \mathrm {6\ H_{2}O\longrightarrow 4\ H_{3}O^{+}+O_{2}+4\ e^{-}} }
التفاعل الإجمالي: {\displaystyle \mathrm {2\ H_{2}O\longrightarrow 2\ H_{2}+O_{2}} }

## اقرأ أيضاً
- تحليل كهربائي للماء